# Journée nationale du chat

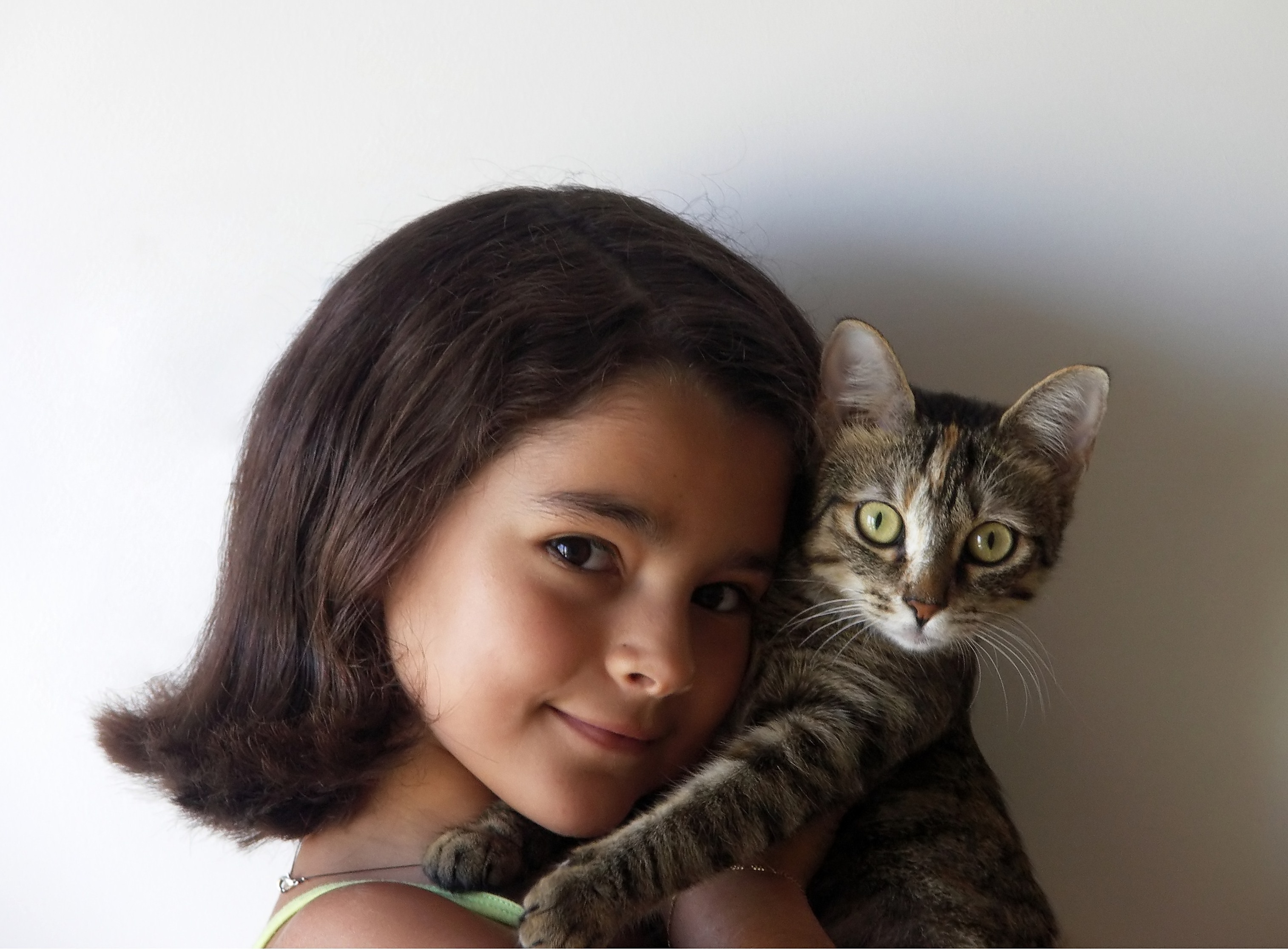
Une jeune fille posant avec un chat.

La journée nationale du chat (National Cat Day) est un évènement de sensibilisation en faveur de l'adoption de chats sans foyer. Cette journée est fêtée principalement aux États-Unis.
Elle se tient le 8 août au Canada et le 29 octobre aux États-Unis. Le site officiel de la journée nationale du chat indique que sa première édition a eu lieu en 2005 « pour inciter le public à reconnaître le nombre de chats qui, chaque année, ont besoin de secours et pour encourager les amoureux des chats à célébrer la place de cet animal dans leur vie par l'amour inconditionnel et la compagnie qu'ils nous offrent ». La journée est lancée par Colleen Paige, experte pour Pet and Family Lifestyle, avec le soutien de l'American Society for the Prevention of Cruelty to Animals, organisation non gouvernementale visant à favoriser l'adoption d'animaux domestiques (Pet adoption (en)).
D'autres pays choisissent une date différente pour la fête du chat : pour la Russie, à titre officieux, c'est le 22 février, suivant l'exemple d'un évènement ludique similaire au Japon, ou le 1er mars selon France Info. L'italie et la Pologne ont choisi le 17 février.